# 牛楼牛家林石刻
牛楼牛家林石刻，是位于中国山东省泰安市东平县银山镇牛楼村的一个明代古建筑，2016年入选泰安市第四批文物保护单位。
牛楼牛家林石刻是明代牛氏家族墓地石刻，今存家谱碑、墓碑、华表等。